# Vlag van Ambt Montfort

Vlag van de gemeente Ambt Montfort
(1991-2007)

De vlag van Ambt Montfort is omstreeks 1991 bij raadsbesluit vastgesteld als de gemeentelijke vlag van de voormalige Limburgse gemeente Ambt Montfort (tot 1994 Posterholt genoemd), die was ontstaan door samenvoeging van Montfort, Posterholt en Sint Odiliënberg. Sinds 1 januari 2007 is de vlag niet langer als gemeentevlag in gebruik omdat de gemeente Posterholt toen opging in de gemeente Roerdalen. De vlag kan als volgt worden beschreven:
Zes evenhoge banen van wit en blauw, met over het geheel drie gele gelijkbenige driehoeken met een lengte van 1/3 van de vlaglengte en een hoogte van 1/3 van de vlaghoogte, de basis op de scheiding van broeking en vlucht, de bovenste en onderste in de richting van de vlucht, de middelste in de richting van de broeking.
De kleuren en het ontwerp zijn ontleend aan het gemeentewapen en de vlag van Posterholt. Het ontwerp daarvan was van Kl. Sierksma. Omdat in de vlaggen van Montfort en Sint Odiliënberg een driehoek aanwezig was, zijn de drie voormalige gemeenten als driehoeken op de vlag weergegeven.

## Verwante afbeeldingen

Wapen van Ambt Montfort (1991)
Wapen van Posterholt (1955)
Vlag van Posterholt (1962-1991)
Vlag van Montfort (1990-1991)
Vlag van Sint Odiliënberg (1971-1991)

Ambt Montfort 
· Amby 
· Arcen en Velden 
· Baexem 
· Beegden 
· Belfeld 
· Bemelen 
· Berg en Terblijt 
· Bocholtz 
· Born 
· Broekhuizen 
· Cadier en Keer 
· Echt 
· Eijsden 
· Elsloo 
· Eygelshoven 
· Geleen 
· Grathem 
· Grubbenvorst 
· Haelen 
· Heel 
· Heel en Panheel 
· Heer 
· Helden 
· Herten
· Heythuysen 
· Hoensbroek 
· Horn 
· Horst 
· Hulsberg 
· Hunsel 
· Kessel 
· Klimmen 
· Limbricht 
· Linne 
· Maasbracht 
· Maasbree 
· Margraten 
· Meerlo-Wanssum 
· Meijel 
· Melick en Herkenbosch 
· Montfort 
· Munstergeleen 
· Neer 
· Nieuwenhagen 
· Nieuwstadt 
· Nuth 
· Ohé en Laak 
· Onderbanken 
· Ottersum 
· Posterholt 
· Roggel 
· Roggel en Neer 
· Schaesberg 
· Schinnen 
· Sevenum 
· Sint Odiliënberg 
· Sittard 
· Stevensweert 
· Stramproy 
· Susteren 
· Swalmen 
· Tegelen 
· Thorn 
· Ubach over Worms 
· Ulestraten 
· Urmond 
· Valkenburg-Houthem 
· Vlodrop 
· Wessem 
· Wittem